# Borgbjergsvej
Borgbjergsvej er en vej i Sydhavnen (Vesterbro/Kongens Enghave) i København, der går fra Sydhavnsgade til Mozarts Plads. På vejen, som ligger på det nedlagte Frederiksholm Tegl- og Kalkværks arealer, opførtes Frederiksholm-karréerne af Arbejdernes Kooperative Byggeforening fra 1913 og et par årtier frem. Gaderne i området blev opkaldt efter kendte, socialdemokratiske politikere og personligheder. Borgbjergsvej er opkaldt efter Frederik Borgbjerg, (1866 -1936) som var redaktør af Social-Demokraten, socialminister og undervisningsminister i Thorvald Staunings regeringer i 1920'erne og 1930'erne.
Før vejen fik sit nuværende navn i 1949, var den en del af Enghavevej.
Blandt vejens prominente beboere har været tidligere statsminister Anker Jørgensen, der boede på tredje sal på Borgbjergsvej nr 1 i 49 år. En plads ved krydset mellem Borgbjergsvej og Gustav Bangs Gade blev navngivet Anker Jørgensens Plads 1. oktober 2017.